# Vasalemma
Vasalemma (německy Wassalem) je městečko v estonském kraji Harjumaa, samosprávně patřící do obce Lääne-Harju.